# Acordulecera mellina
Acordulecera mellina – gatunek błonkówki z podrzędu rośliniarek i rodziny Pergidae.

## Taksonomia
Gatunek ten został opisany w 1908 roku przez Alexandra MacGillivraya. Jako miejsce typowe podał on Górę Waszyngtona w stanie New Hampshire. Lektotyp (samica) został wyznaczony przez Theodora Frisona w 1927. Ten sam autor opisał w tym samym roku inny gatunek pod nazwą Acordulecera mixta (m. typ. miasto Columbia w Missouri; lektotyp (samica) wyznaczony przez Frisona w 1927 roku). Obie nazwy zostały zsynonimizowane przez Herberta Rossa w 1951 roku.

## Zasięg występowania
Wschodnia część Ameryki Północnej. Występuje w południowo-wschodniej Kanadzie oraz północno-wschodniej części USA od New Hampshire i Wirginii na wsch. po Kansas,
Missouri i Arkansas na zach..

## Biologia i ekologia
Rośliny żywicielskie nie są znane.